# Église Saint-Romain de Chirac
Pour les articles homonymes, voir Église Saint-Romain.
L'église Saint-Romain de Chirac est une église catholique romaine située à Chirac, en France.

## Localisation
L'église est située sur la commune de Chirac, dans le département français de la Lozère.

## Historique
L'édifice est classé au titre des monuments historiques en 1922.